# Pavana (Fauré)
La Pavana en fa sostenido menor, op. 50, es una composición para orquesta y coro opcional del compositor francés Gabriel Fauré, escrita en 1887.
De ritmo pausado, esta obra evoca la pavana, danza del siglo XVI que se bailaba en la corte española. La pieza se caracteriza por la elegancia de la melodía y la armonía propias del compositor francés. La pieza fue compuesta para una modesta formación orquestal que consta de cuerda y flautas, oboes, clarinetes, fagotes, y trompas a dos. Una interpretación típica dura alrededor de siete minutos.

## Historia
El año 1886 escribió la pieza sólo para orquesta, pero más tarde incorporó el coro, con la intención de que la obra, dedicada a la condesa Elisabeth Greffulhe, fuera coreografiada y adquiriera más notoriedad de la inicialmente obtenida.
El estreno tuvo lugar el 25 de noviembre de 1888 en los Conciertos Lamoureux, dirigida por Charles Lamoureux. La versión coral fue estrenada tres días más tarde por la orquesta de la Sociedad Nacional de Música. La obra fue llevada al escenario por los Ballets Rusos el 1917.
La obra inspiró piezas de carácter arcaizante, como el pasapié de la Suite bergamasca de Claude Debussy, así como la Pavana para una infanta difunta de Maurice Ravel, escrita cuando todavía era alumno de Fauré en el Conservatorio de París.
En 2005, Andreas Romdhane escribió la letra de Isabel a la melodía de la Pavana para el grupo de crossover clásico Il Divo, incluida en su disco Ancora. 
El título de la canción conmemora a Elisabeth Greffulhe.